# Jacob Artist

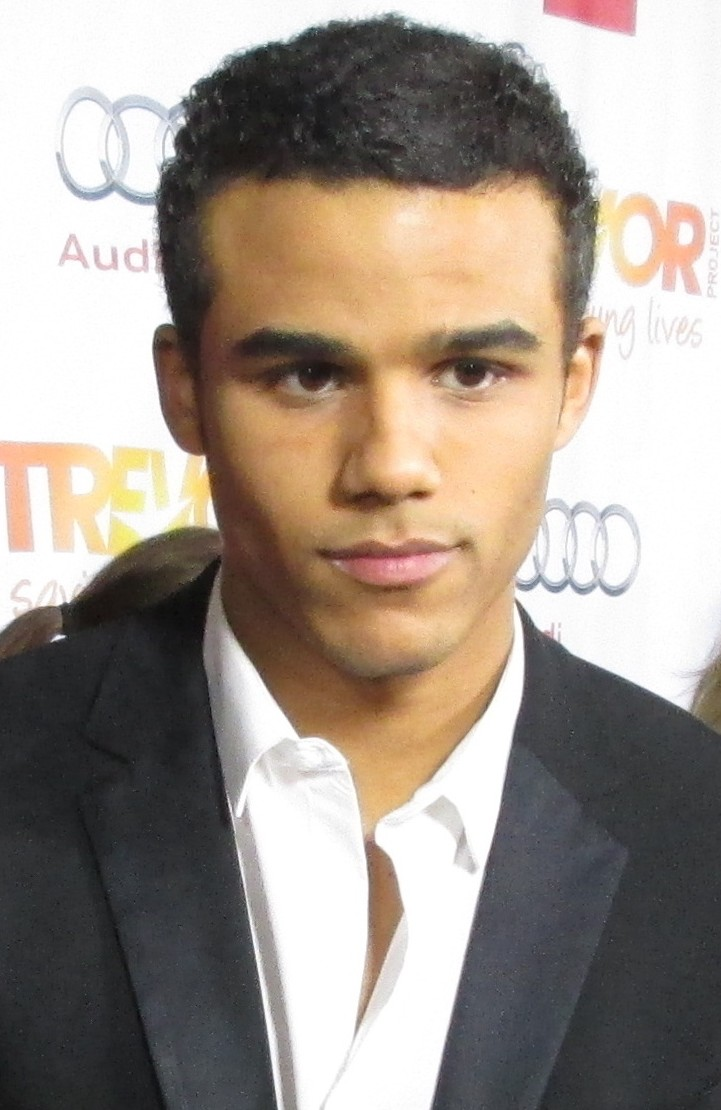
Jacob Artist (2013)

Jacob Artist (* 17. Oktober 1992 in Buffalo, New York) ist ein US-amerikanischer Schauspieler.

## Leben
Jacob Artist wurde im Oktober 1992 in Buffalo, New York geboren und ist in Williamsville aufgewachsen. Dort besuchte er die Williamsville South High School und wurde in seinem letzten Jahr an der Highschool bei der Juilliard School aufgenommen, entschied sich allerdings für eine Schauspielkarriere. Im Jahr 2011 begann er als Gastdarsteller in Fernsehserien wie Bucket & Skinner und Melissa & Joey und How to Rock aufzutreten. 2012 war er neben den australischen Schauspielern Indiana Evans und Brenton Thwaites in einer größeren Rolle im Lifetime-Fernsehfilm Blue Lagoon: Rettungslos verliebt zu sehen.
Seine bisher bekannteste Rolle ist die des Jake Puckerman, dem jüngeren Halbbruders von Noah „Puck“ Puckerman (Mark Salling), in der Serie Glee. Er stieß in der Staffelpremiere der vierten Staffel als Nebendarsteller zur Serie und wurde in der fünften Staffel zum Hauptdarsteller befördert.

## Filmografie
- 2011: Bucket & Skinner (Bucket & Skinner’s Epic Adventures, Fernsehserie, Episode 1x10)
- 2012: Melissa & Joey (Fernsehserie, Episode 2x13)
- 2012: How to Rock (Fernsehserie, 2 Episoden)
- 2012: Blue Lagoon: Rettungslos verliebt (Blue Lagoon: The Awakening, Fernsehfilm)
- 2012–2015: Glee (Fernsehserie)
- 2013: The Philosophers – Wer überlebt? (After the Dark)
- 2014: Wie ein weißer Vogel im Schneesturm (White Bird in a Blizzard)
- 2015–2016: Quantico (Fernsehserie, 14 Episoden)
- 2016: American Horror Story (Fernsehserie, Episode 6x09)
- 2019: Now Apocalypse (Fernsehserie, 4 Episoden)